# Artem Harutyunyan
Artem Harutyunyan (armeniska: Արտեմ Հարությունյան), född den 13 augusti 1990 i Jerevan i Armenien, är en tysk boxare.
Han tog OS-brons i lätt weltervikt i samband med de olympiska boxningstävlingarna 2016 i Rio de Janeiro.. Som boxare har Harutyunyan ett facit på 12 vinster och 2 förluster i november 2024.